# Falfurrias
Falfurrias is een plaats (city) in de Amerikaanse staat Texas, en valt bestuurlijk gezien onder Brooks County.

## Demografie
Bij de volkstelling in 2000 werd het aantal inwoners vastgesteld op 5297.
In 2006 is het aantal inwoners door het United States Census Bureau geschat op 5071, een daling van 226 (-4,3%).

## Geografie
Volgens het United States Census Bureau beslaat de plaats een oppervlakte van
7,1 km², geheel bestaande uit land. Falfurrias ligt op ongeveer 35 m boven zeeniveau.

## Plaatsen in de nabije omgeving
De onderstaande figuur toont nabijgelegen plaatsen in een straal van 28 km rond Falfurrias.